# Zelotes bifukaensis
Zelotes bifukaensis este o specie de păianjeni din genul Zelotes, familia Gnaphosidae, descrisă de Takahide Kamura în anul 2000. Conform Catalogue of Life specia Zelotes bifukaensis nu are subspecii cunoscute.